# Резервоар
Резервоарът е вместилище за съхраняване на течности и газове. В съвременно разбиране представлява метален, пластмасов или изработен от други материали контейнер за съхраняване и транспортиране на различни видове течности (петролни продукти, химикали, вода).
Наименованието „резервоар“ се използва и за водни площи и корита съхраняващи вода за питейни, стопански и други нужди, както и съоръжения (водни кули, петролни резервоари) с голяма вместимост.